# 2520 Novorossijsk
2520 Novorossijsk (1976 QF1) är en asteroid i asteroidbältet som upptäcktes den 26 augusti 1976 av den rysk-sovjetiske astronomen N. Tjernych vid Krims astrofysiska observatorium på Krim. Asteroiden har fått sitt namn efter den ryska staden Novorossijsk.